# Башино-Село
Ба́шино-Село́ (мак. Башино Село) — село у Північній Македонії, входить до складу общини Велес Вардарського регіону.
Населення — 814 осіб (перепис 2002) в 245 господарствах.